# Полиб (Тебанац)
Полиб је у грчкој митологији био житељ египатске Тебе.

## Митологија
Поменут је у Хомеровој „Одисеји“, као супруг Алкандре, жене која је Хелену дала сребрну корпу. Према неким изворима, он је био Алкандрин син, који је заједно са њом угостио Менелаја.